# Vincent Hahnen
Vincent Hahnen (* 20. Oktober 2004 in Dinslaken) ist ein deutscher Nachwuchsschauspieler.

## Leben
Hahnen ist Schüler am Otto-Hahn-Gymnasium in Dinslaken. Ein Videoclip, der während eines eintägigen Workshops bei der Kölner Schauspielagentur Star Movie Kids gedreht wurde, machte einen Regisseur auf ihn aufmerksam. 2016 erhielt er eine erste kleine Rolle neben Jochen Busse in der Comedyserie Nicht tot zu kriegen, die im März 2017 auf RTL ausgestrahlt wurde. In der siebten Folge der Serie verkörperte er den Pfadfinder Jungadler Yannik, der Spenden für sein Herbstcamp sucht.
Am 3. November 2019 war er im Tatort: Lakritz in Rückblenden als junger Karl-Friedrich Boerne (Jan Josef Liefers) zu sehen.
Seit Februar 2020 wird er von der Kölner Agentur Schwarz vertreten. Außerdem startete er im März 2020 den Podcast „Zwischen Niveau und Wahnsinn“, den er mit einer Freundin führt. Dort war unter anderem die Journalistin Eva Schulz zu Gast.
Seit 2021 spielt er in der Comedy-Serie „Almania“ die Rolle „Trip“ alias „Tristan Magnus Petersen“ neben Phil Laude in der ARD Mediathek.

## Filmografie
- 2017: Nicht tot zu kriegen (Fernsehserie)
- 2019: Tatort – Lakritz (Fernsehserie)
- 2021: Almania[6] – Pilotfolgen (Fernsehserie)[7]
- 2024: Bettys Diagnose (Fernsehserie, Folge Letzte Reise)
- 2024: Wir für immer